# Solo I
Solo I is een compositie van Kalevi Aho.
Na het schrijven van een vioolsonate voor viool solo (Sonata per violino solo)  wilde Aho opnieuw een stuk schrijven voor dat strijkinstrument. Het kreeg de titel Solo mee, het begin van een reeks solostukken onder deze titel. Aho schreef een werk dat zeer virtuoos is; de werktitel was al Tumultos. Het had tot gevolg dat geen violist het aandorst om het uit te voeren. Pas meer dan tien jaar later zette Jari Valo het op een programma in de stad Kaustinen; het was toen 26 januari 1986. Het werk begin met een langzame introductie, maar daarna neemt het tempo toe met een eindtempo van maatslag 192. 